# Epicoma dispar
Epicoma dispar är en fjärilsart som beskrevs av Turner. Epicoma dispar ingår i släktet Epicoma och familjen tandspinnare. Inga underarter finns listade i Catalogue of Life.